# Kammynta
Kammynta (Elsholtzia ciliata) är en växtart i familjen Kransblommiga växter.